# Mayra Calvani
Mayra Calvani Eyuboglu (1967, San Juan, Puerto Rico) es una escritora portorriqueña, de literatura negra, y también ensayista.

## Biografía
Calvani es originaria y creció en San Juan, Puerto Rico la capital de Puerto Rico, donde recibió su educación primaria y media. A los  once años comenzó a escribir historias. Calvani asistió a una Escuela Conventual católica, donde se mostraba tímida. Las historias que escribió, sin embargo, eran muy apreciadas entre las clases, y la hicieron popular. Esas historias, siempre terminaban en asesinato o en lo sobrenatural. Los autores que han servido como fuente de inspiración literaria de Calvani han sido Anne Rice, Ernest Hemingway, y Agatha Christie. Fue a la Universidad de Puerto Rico, donde obtuvo su licenciatura en Escritura Creativa.
Ha vivido en Puerto Rico, Estados Unidos, Turquía y ahora reside en Bruselas, Bélgica con su esposo y sus dos hijos.

## Obra publicada
Su primera novela, Dark Hunger, publicada por Amber Quill Press, y aparecida en 2001, es una fantasía romántica negra. Calvani combina romance y terror en su ficción. Su segunda novela, The Last Dinosaurs, es una sátira graciosa, que alcanza a los reinos de lo paranormal y el horror, así como de misterio y de asuntos de la mujer. Sus cuentos han sido publicados en Twilight Times Ezine..
En 2008, escribió una corta historia para niños, "Crash!", que fue ilustrada por Anna Pylypchuk.. Editor Guardian Angel Publ. Inc. 24 pp. ISBN 1933090545, ISBN 9781933090542

### Otras publicaciones
- Embraced by the Shadows. Editor Paladin Timeless Books, 238 PP. (2011) ISBN 1933353902, ISBN 9781933353906

- The Doll Violinist. Ilustró Amy Cullings Moreno. Editor Guardian Angel Pub, 26 pp. (2011) ISBN 1616331852, ISBN 9781616331856

- Frederico, the Mouse Violinist. Ilustró K. C. Snider. Edición en letra grande de Guardian Angel Publ. Inc. 24 pp. (2010) ISBN 1616331135, ISBN 9781616331139

- Humberto, the Bookworm Hamster. Ilustró Kit Grady. Editor Guardian Angel Publ. Inc. 20 pp. (2009) ISBN 1935137921, ISBN 9781935137924

- Sunstruck. Daniella, de veinticuatro años, es una estudiante de arquitectura que vive con su novio narcisista artista en San Juan, Puerto Rico. Abandonado por su padre a una edad temprana, Daniella siempre se enamora de un tipo equivocado de hombre. Su relación más duradera hasta el momento es con su gato de angora. Afortunadamente, la madre de Daniella siempre está ahí para ofrecer un hombro. Varios misterios extraños se enroscan en la vida cotidiana de Daniella: su exmarido, Ismael, acaba de abrir un hotel extravagante para los amantes de los animales que tiene a su angustiada esposa, una rica mujer a la que Daniella se refiere cariñosamente como "Lady Dracula", tiene algunas horribles maneras de mantener su piel joven, la madre de Daniella está fundando una sociedad feminista revolucionaria llamada The Mantis Praying (Los Mamboretá); además del bosque nacional de la isla se están agotando de setas alucinógenas, y por otra parte, las jóvenes están desapareciendo y hay un loco suelto vestido de zorro rozando la parte trasera de las mujeres que usan minifaldas. Oprimido por todos estos personajes excéntricos, locos, Daniella se siente a sí misma cayendo en un abismo. Entonces algo terrible sucede, por lo que tras salir Daniella de su estupor, se hará cargo de su vida. Editor Zumaya Publ. LLC. 236 pp. (2009) ISBN 1934841188, ISBN 9781934841181

- Chocalin!. Ilustró Anna Pylypchuck. Edición en letra grande de Guardian Angel Publ. Inc. 24 pp. (2009) ISBN 1935137697, ISBN 9781935137696

- The Slippery Art of Book Reviewing. Con Anne K. Edwards. Editor Twilight Times Books, 180 pp. (2008) ISBN 1933353228, ISBN 9781933353227

- The Magic Violin. De ocho años, Melina quiere convertirse en una buena violinista. Cuando se pierde la confianza, su maestro rumano Andrea decide que es tiempo para una dosis mágica sobre su autoestima. Una mujer misteriosa con harapos, da un consejo curioso, a un violinista hámster ruso, que pasa a vivir bajo el sombrero de la anciana, y le ofrece una actuación virtuosa, como una estrella fugaz, llenándola de esperanza en la víspera de Navidad. Es Melina realidad jugando mejor, o tiene su violín convertirse magia? ¿Quién es la mujer más vieja en la plaza del pueblo, y por qué no llevaba puesto el mismo anillo de esmeraldas que su maestro Andrea? ilustraciones excepcionales del mundo de una antigua Bélgica. Ilustró K. C. Snider. Edición ilustrada, en letra grande, de Guardian Angel Publ. Inc. 25 pp. (2007) ISBN 1933090499, ISBN 9781933090498

- Dark Lullaby. Editor Whiskey Creek Press, LLC, 100 pp. 2007 ISBN 1593749074, ISBN 9781593749071

- The Last Dinosaurs. Editor CreateSpace, 156 pp. (2004) ISBN 1592798535, ISBN 9781592798537

## Honores

### Membresías
- Asociación de Autores de novelas publicadas AEPRA (del )[2]

### Galardones
- Premio Mención de Honor en el concurso de redacción de Resumen de la 75.ª Competición Anual de Escritores de Ficción infantil y juvenil[2]
- Finalista en el Concurso de libro de estampas para niños del ABC 2007
- 2011: Premio Ebooks Global, ganadora de no ficción[4]